# Schoenoplectus californicus
La totora (Schoenoplectus californicus (C.A.Mey.) Soják, 1972) è una pianta acquatica appartenente alla famiglia Cyperaceae, che cresce spontaneamente nelle zone paludose dell'America, dagli Stati Uniti alla Terra del Fuoco.

## Usi
La totora, essendo materiale resistente e galleggiabile, è fondamentale per il sostentamento delle popolazioni Uros che abitano le isole galleggianti degli Uros (Islas Flotantes), in quanto utilizzano le canne di totora che crescono sulle rive del lago Titicaca per fabbricare le loro abitazioni e imbarcazioni. Le isole fluttuanti sono interamente costituite di questo materiale: sorgono infatti sul cosiddetto khili, una piattaforma ancorata al fondale del lago con spesse corde, costruita intrecciando tra loro le radici della totora. Successivamente, per ridurre l'umidità del khili, vengono sovrapposti strati di totora essiccata, che viene impiegata anche nella costruzioni delle zattere e delle capanne locali. Poiché la totora a contatto con l'acqua tende a marcire, gli Uros sono soliti sostituire la totora deteriorata con totora nuova ogni tre mesi.
La totora viene usata anche per scopi diversi dalla costruzione di barche e abitazioni. Infatti, la parte bianca della canna è utilizzata a scopi medici per alleviare dolori (avvolgendo la zona dolorante con la totora) e postumi dell'alcool. Inoltre, se il clima è molto caldo, può essere collocata sulla fronte per rinfrescarsi, in quanto fresca al tatto. I germogli vengono impiegati nella loro dieta e sono un buon rimedio per prevenire la gotta. I fiori della canna vengono impiegati per scopo alimentare, poiché vi si può produrre tè. La totora essiccata, oltre per le costruzioni, è utilizzata anche come combustibile adibito a riscaldarsi e cucinare e, con l'avvento del turismo, viene impiegata nella costruzione di souvenir per i turisti.